# Alpha Pegasi
Alpha de Pégase
Markab
Désignations
Alpha Pegasi (α Pegasi / α Peg), également nommée Markab, est la troisième étoile la plus brillante de la constellation boréale de Pégase. Elle est l'une des quatre étoiles composant l'astérisme du Grand carré de Pégase.

## Propriétés
Alpha Pegasi est classée comme une étoile sous-géante blanche de type spectral A0 IV. Dans le passé, elle a également été classée comme une étoile bleu-blanc de la séquence principale de type spectral B9V, ou encore comme une géante bleue de type B9,5III. Elle apparaît être en tout cas à la fin de son évolution sur la séquence principale, et va probablement entrer dans la phase de géante rouge d'ici quelques millions d'années, avant de finir sa vie en tant que naine blanche.
On estime que l'étoile est 2,5 fois plus massive que le Soleil et qu'elle est âgée de 275 millions d'années. Elle tourne relativement rapidement sur elle-même, montrant une vitesse de rotation projetée de 130 km/s et il lui faut un peu moins d'un jour et demie pour compléter une rotation. Le rayon de l'étoile est 4,6 fois plus grand que le rayon solaire, elle est 171 fois plus lumineuse que le Soleil et sa température de surface est de 10 100 K.

## Nomenclature et histoire
α Pegasi, latinisé Alpha Pegasi, est la désignation de Bayer de l'étoile. Elle porte également la désignation de Flamsteed de 54 Pegasi.

### Du ciel des Grecs et des Arabes aux catalogues internationaux
Markab est le nom aujourd’hui approuvé pour α Peg par l’Union astronomique internationale (UAI). Contrairement aux apparences, il ne s'agit pas de l’arabe مركب  markab, soit la « selle [du Cheval] », mais, à l’origine l’arabe الفرس  منكب Mankib al-Faras, « l’Épaule du Cheval », nom qui s’applique, dans le ciel gréco-arabe, c’est-à-dire le ciel formaté par les Grecs et adpoté par les astronomes arabes au IXe siècle, à β Peg,. Figurant sur l’astrolabe, ce nom devait naturellement passer dans les textes latins concernant cet instrument, et il fut introduit par Jean de Gemunden (ca.  1430) sous la forme Markeb alferam : humerus equi.

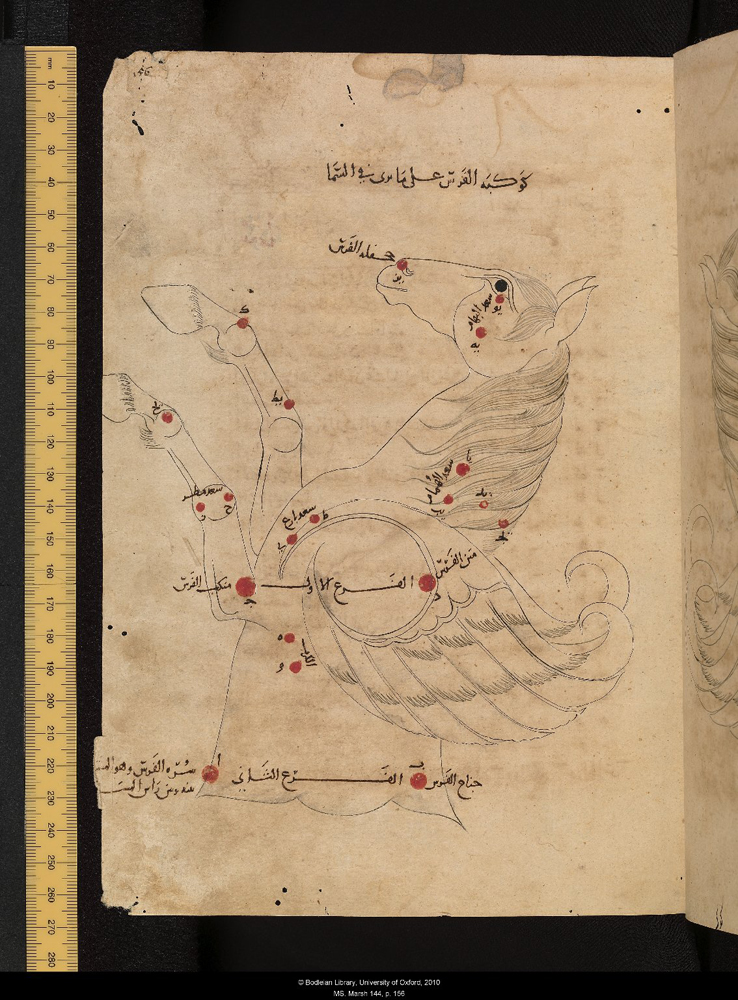
la figure de الفرس al-Faras, dans une édition du traité de ᶜAbd al-Raḥmān al-Sūfī al-Ṣūfī ca. 1009, Bodleian Library, Oxford.

Ce nom glisse, dans l’Uranometria de Johann Bayer (1603), à α Peg sous la forme Markab, à côté de Yed Alpheras, suivi par la plupart des catalogues,.

#### Autres noms
Yed Alpheras. C’est l’arabe يد الفرس Yad al-Faras, « la Main du Cheval », introuvable dans les textes arabes connus, mais qui devait figurer sur l’astrolabe puisque le nom est noté Yedalferatz chez Jean de Londres (ca. 1246). Ce nom glisse, dans l’Uranometria de Johann Bayer (1603) à α Peg sous la forme Yed Alpheras, mis à côté de Markab, suivi de nombreux catalogues, qui ont souvent raccourci ce nom en Yad ou en Alpheras.
Matn al Faras. C’est l’arabe  متن الفرس Matn al-Faras, « le Paleron du Cheval », signalé sur l’astrolabe pour α Peg par ᶜAbd al-Raḥmān al-Ṣūfī,. Uluġ Bēg utilise, dans son زيجِ سلطانی Zīğ-i Sulṭānī ou « Tables sultaniennes » d’Uluġ Bēg (1437), ce nom que Thomas Hyde (1665) transcrit ‘Matn Alpháras’, ce qui donne ‘Matn al Faras’ chez Richard Hinckley Allen (1899), ce qui lui permet de passer dans des catalogues du XXe siècle.

### En Mésopotamie
Les Mésopotamiens connaissaient plusieurs figures sur l'espade de Pégase. Au départ, AŠ.IKU = ikû, « le Champ cultivé », est le nom donné à l’étoile α Peg dans la Liste de Boghazkoï, datée du milieu du IIe millénaire av. J.-C.. On a longtemps considéré, par fausse évidence analogique, que la constellation développée correspondait au Carré de Pégase, mais en fait α Peg est l’étoile qui se tient sur le point oriental de la figure (šá ina Zi im.sadî izzazu) constituée par le groupe α, ψ, 72 et 78 Peg.